# Чешско-словацкие языки
Че́шско-слова́цкие языки́ (чеш.  и словац. česko-slovenské jazyky) — одна из трёх подгрупп, наряду с лехитской и серболужицкой, в составе группы западнославянских языков.
Чешско-словацкая подгруппа включает распространённые в основном на территории Чехии и Словакии два языка — чешский и словацкий. Помимо национальных литературных языков, известны созданные на базе диалектов чешского и словацкого литературные микроязыки — ляшский и восточнословацкий, а также сложившиеся в Средние века на основе древнечешского языка еврейско-чешские говоры языка кнаанит, вымершие к XVI веку.
Общее число говорящих на чешско-словацких языках составляет около 18 млн чел.

## Территориальные диалекты и микроязыки
Чешский и словацкий языки характеризуются большой дробностью диалектов и говоров, на основе некоторых из диалектов существуют литературные нормы, в настоящее время практически не употребляющиеся.
Чешский язык делится на собственно чешскую, центральноморавскую (ганацкую), восточноморавскую (моравско-словацкую) и силезскую (ляшскую) диалектные группы. На основе среднечешских говоров чешского диалекта сформирован литературный чешский язык, а на основе верхнеостравского говора силезского диалекта — ляшский литературный микроязык. Созданный в первой половине XX века ляшский язык является языком поэзии Ондры Лысогорского и некоторых других поэтов Чешской Силезии. Восточноморавский (моравско-словацкий) диалект связан переходными говорами с близким ему западным диалектом словацкого языка.
Словацкий язык включает западнословацкую, среднесловацкую и восточнословацкую группы диалектов, на основе среднесловацкого диалекта создан словацкий литературный язык, а на основе земплинских и шаришских говоров восточнословацкого диалекта — восточнословацкий литературный микроязык. С середины XVIII века на восточнословацком появились первые тексты — переводы религиозной литературы, к середине XX века язык почти полностью вышел из употребления. Часть говоров восточнословацкого диалекта, находящихся на границе с восточнославянским языковым ареалом (говорами русинского языка) легла в основу югославорусинского (паннонско-русинского) языка Воеводины. На этом языке говорят потомки переселенцев середины XVIII века из Закарпатья и Восточной Словакии — русины. Югославорусинский является одним из шести официальных языков сербской Воеводины.
В Средние века на основе древнечешского языка сформировались еврейско-чешские говоры, вытесненные полностью к XVI веку языком идиш в результате миграций евреев-ашкеназов, а также чешским языком.
- древнечешский язык[13]
  - чешский язык
    - ляшский язык (на основе говоров силезского (ляшского) диалекта)

  - кнаанит †
- словацкий язык
  - восточнословацкий язык (на основе восточнословацкого диалекта)

## Основные языковые особенности
Для чешско-словацких языков характерны языковые черты, общие для всех языков западнославянской группы (сохранение архаичных сочетаний согласных tl, dl (чеш. pletl, mýdlo, словац. plietol, mydlo); результаты второй (чеш. mouše, словац. muše) и третьей палатализации для задненёбного х; сохранение сочетаний kv’, gv’ (чеш. květ, hvězda, словац. kvet, hviezda); отсутствие l эпентетического (чеш. země, koupě, словац. zem, kúpený); переход *tj, *dj в c, ʒ (z) (чеш. svíce, sázet, словац. svieca, sádzať); переход *ktj, *gtj в c; наличие в родительном и дательном пад. ед. числа сложных прилагательных флексий -ego, -emu в отличие от -ogo, -omu; стяжение гласных при выпадении интервокального j и ассимиляции гласных во флексиях и в корнях (чеш. dobrý, dobrá, dobré, mého, tvému, словац. pekný, pekná, pekné) и др.). Кроме этого языки чешско-словацкой подгруппы разделяют общие для них языковые черты, отличающие их от других западнославянских языков.
Чешско-словацкие языки выделяют среди других близкородственных западнославянских языков (лехитских и лужицких) следующие языковые особенности:
- Наличие долгих и кратких гласных фонем[8][11].
- Специфика изменений в группах *tort, *tolt: чеш. kráva, zlato, král, словац. hrad, hlava, но пол. krowa, złoto, król, głowa, в.-луж. hród, hłowa, н.-луж. głowa[14].
- Сохранение слоговости сонантов r̥, ŕ̥ и l̥, l̥’: чеш. tvrdé, srp, mluvit, словац. žltá, vlk, в лехитских произошла вокализация сонантов (пол. twardy, sierp, żółty, сил. mołwić, кашуб. wolk). Вокализация сонантов распространена также в лужицких языках[15].
- Отсутствие смычки в ʒ, ʒ’ в результатах второй и третьей палатализаций на месте *g: чеш. noha – noze, но пол. noga – nodze[16].
- Переход праславянского согласного g в h (гортанный, фрикативный): чеш. noha, но пол. noga[1].
- Инициальное ударение (на первом слоге), как и в лужицких языках. Для польского языка характерно парокситоническое ударение (на предпоследнем слоге), а для кашубского и полабского — разноместное[1].

В лексике чешского языка отражено влияние немецкого и латинского языков, а в лексике словацкого языка — влияние венгерского и чешского языков.
Часть чешско-словацких языковых особенностей характерна и для лужицких языков, занимающих переходное положение от чешско-словацкой к лехитской подгруппе (отсутствие носовых гласных, инициальное ударение, наличие звука h в верхнелужицком и др.), часть языковых явлений противопоставляет чешско-словацкие и лехитские лужицким (сохранение в лужицких двойственного числа, сохранение простых прошедших времён и их отсутствие в остальных западнославянских языках и др.).